# سالي سكوت
سالي سكوت (بالإنجليزية: Sally Scott) هي القافزة بالزانة بريطانية، ولدت في 12 أبريل 1991 في نيوكاسل أبون تاين في المملكة المتحدة.

## وصلات خارجية
- سالي سكوت على موقع الاتحاد الدولي لألعاب القوى (الإنجليزية)
- سالي سكوت على موقع اتحاد ألعاب الكومنولث (مؤرشف) (الإنجليزية)